# Родт-унтер-Рітбург
Родт-унтер-Рітбург (нім. Rhodt unter Rietburg) — громада в Німеччині, розташована в землі Рейнланд-Пфальц. Входить до складу району Південний Вайнштрассе. Складова частина об'єднання громад Еденкобен.
Площа — 10,06 км2. Населення становить 1198 ос. (станом на 31 грудня 2020).

## Галерея

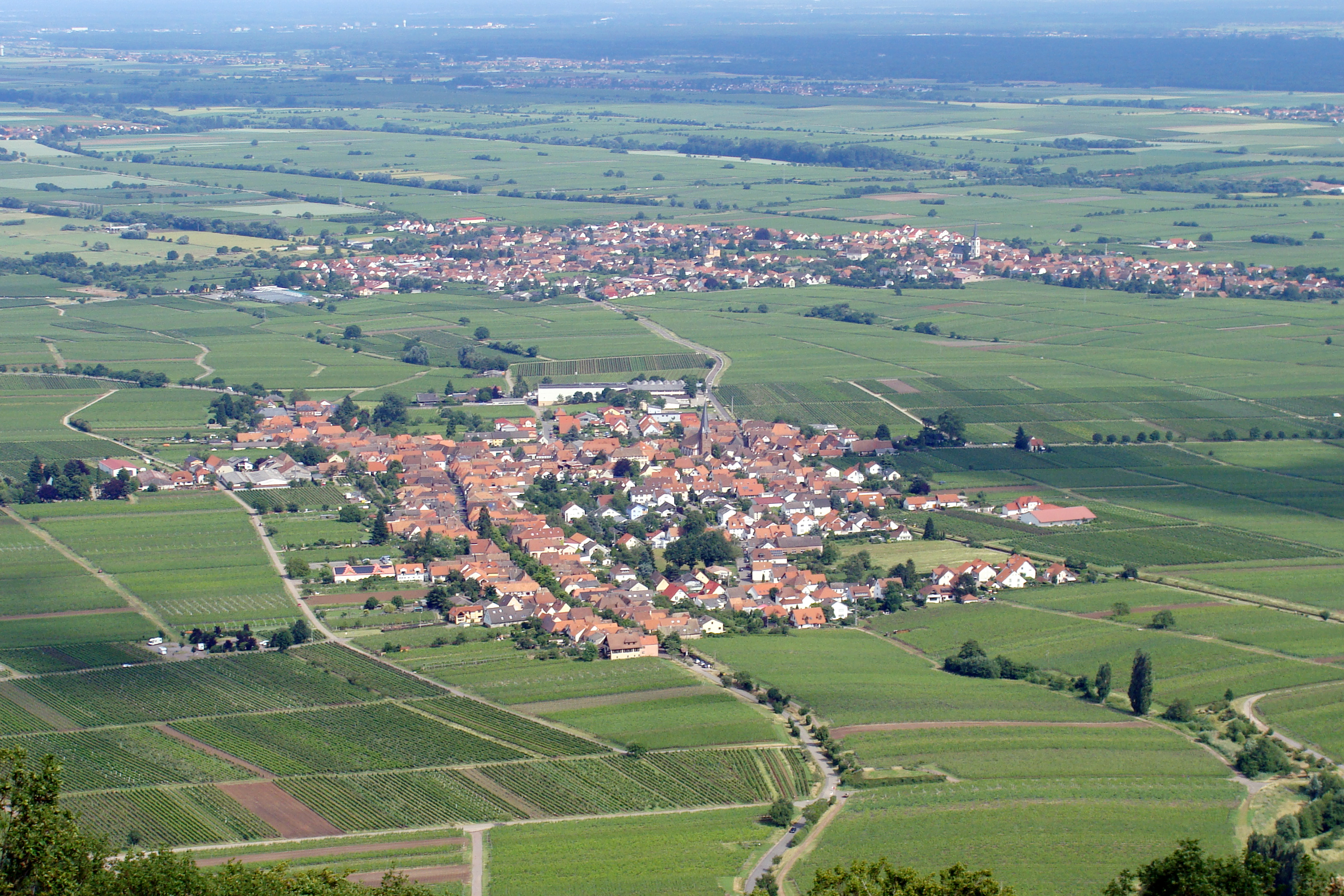
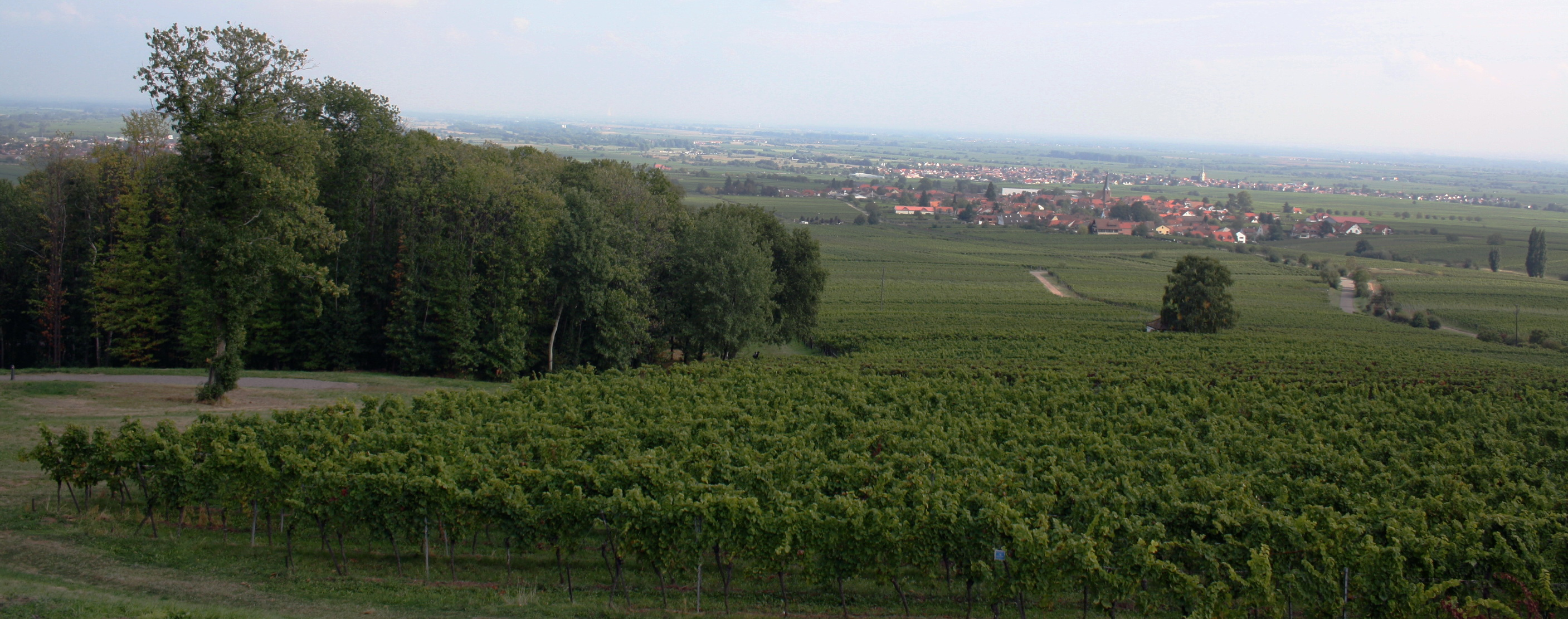
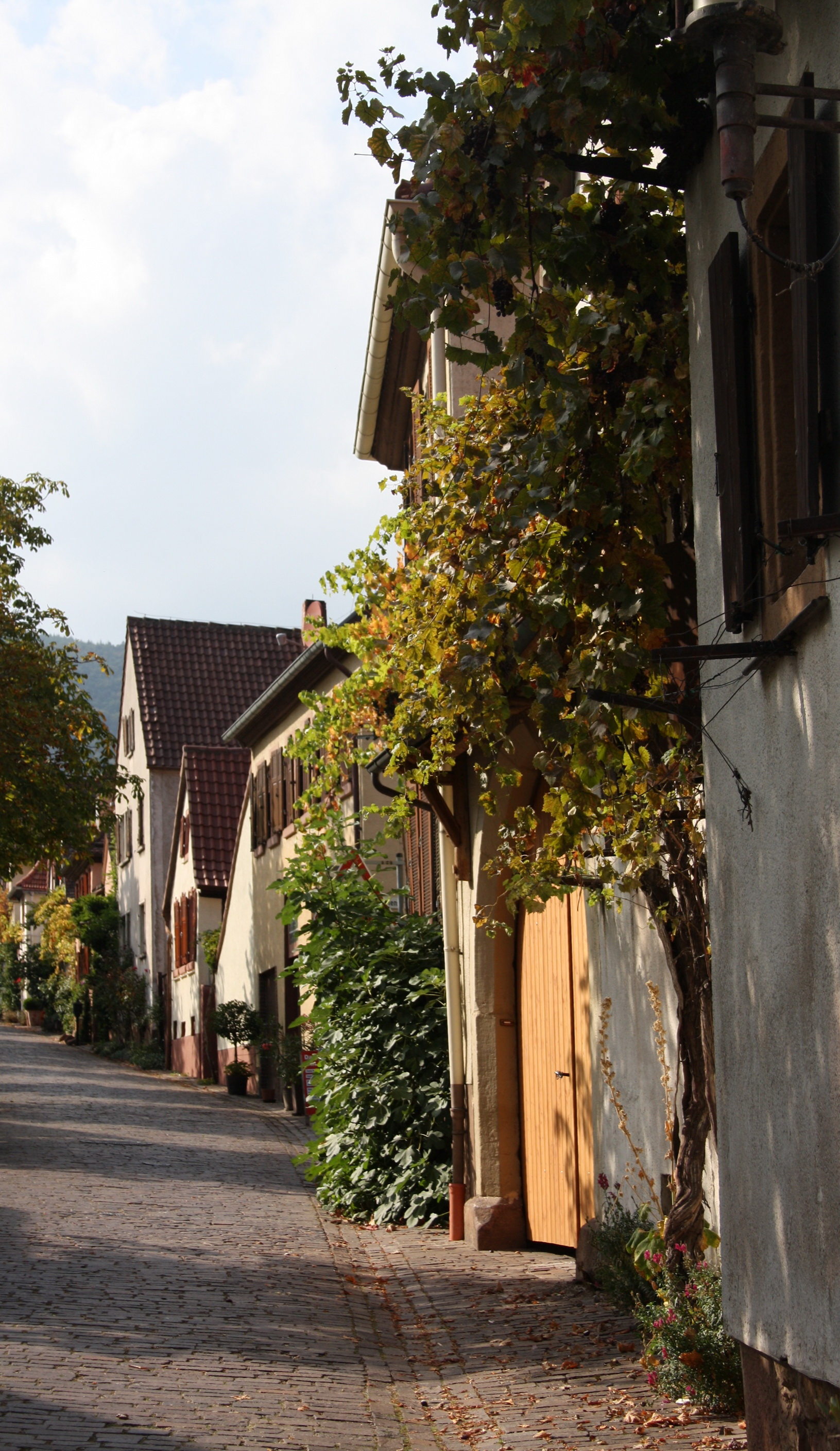
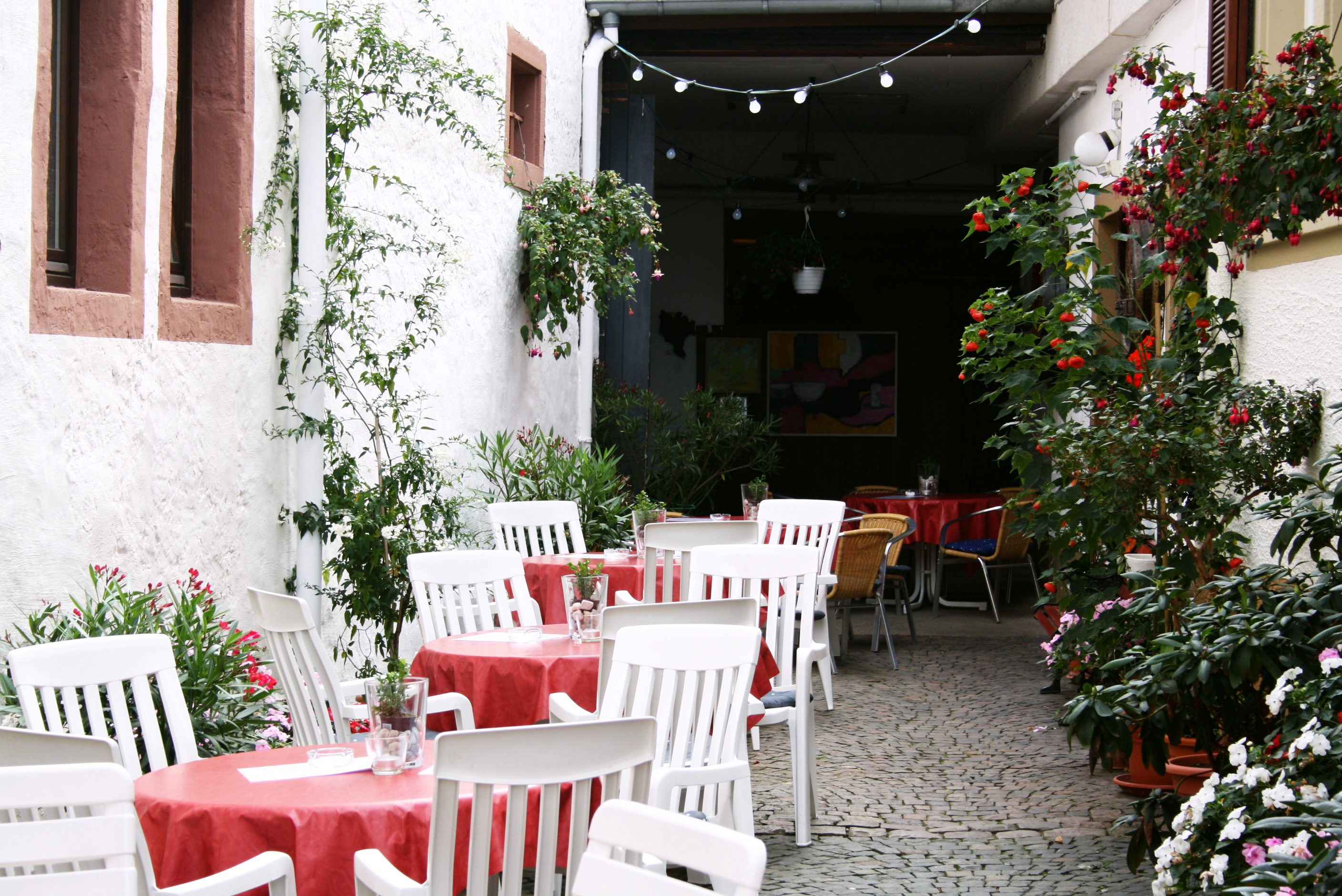
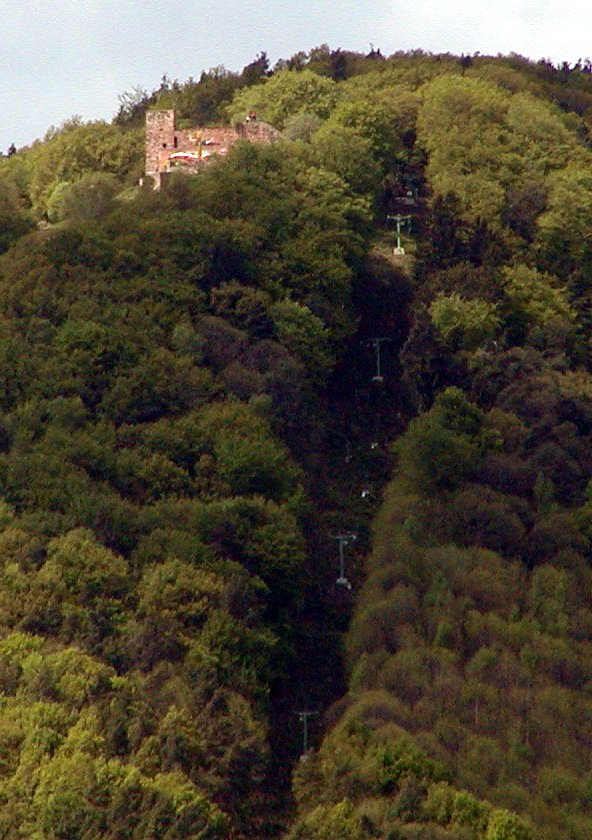